# Manfred Backerra
Manfred Backerra (* 1936 in Bendorf) ist ein deutscher Oberst a. D. und ehemaliger
Chefdozent des Militärischen Nachrichtenwesens an der Führungsakademie der Bundeswehr.

## Leben
Nach dem Abitur trat Backerra in den Bundesgrenzschutz ein. 1956 wurde er Leutnant der Heeresoffizierschule in Hannover. Danach wechselte er zur Luftwaffe und beendete 1969 seine Generalstabsausbildung als Major. Danach arbeitete er im Militärischen Nachrichtenwesen mit Stationen in einer höheren Kommandobehörde und dem Bundesministerium der Verteidigung. Dazwischen war er zwei Jahre stellvertretender Kommodore eines Luftwaffengeschwaders. Im April 1979 wurde Backerra zum Oberst i. G. befördert und arbeitete als Dozent für Militärisches Nachrichtenwesen in der Fachgruppe Sicherheitspolitik und Streitkräfte sowie als Leiter des Arbeitskreises Militärisches Nachrichtenwesen an der Führungsakademie der Bundeswehr bis 1998.

## Politisches Wirken
Backerra engagierte sich politisch in der Gesellschaft für Wehr- und Sicherheitspolitik (GfW) und war in den 1990er Jahren ihr Hamburger Sektionsleiter. Seit Ende der 1990er Jahre ist Backerra Regionalleiter der Staats- und Wirtschaftspolitischen Gesellschaft (SWG) in Hamburg, seit 2015 ihr Vorsitzender.
Im Zuge des Auftritts von Referenten aus dem rechtsextremen Spektrums wie etwa Manfred Roeder an der Führungsakademie der Bundeswehr geriet Backerra in die mediale Kritik. Die Durchführung einer von Backerra als Sektionsleiter der GfW organisierten Veranstaltung zur Leugnung von Wehrmachtsverbrechen in der Aula des Hamburger Verteidigungskommando 10 der Bundeswehr wurde von der Bundeswehr 1999 untersagt. In einer Publikation behauptete Backerra, die SS habe „ritterlich“ und „mit großer Zivilcourage“ gekämpft.

## Veröffentlichungen
- NVA, ein Rückblick für die Zukunft: Zeitzeugen berichten über ein Stück deutscher Militärgeschichte, Markus-Verlag 1992